# مقبرة نوفوديفتشي

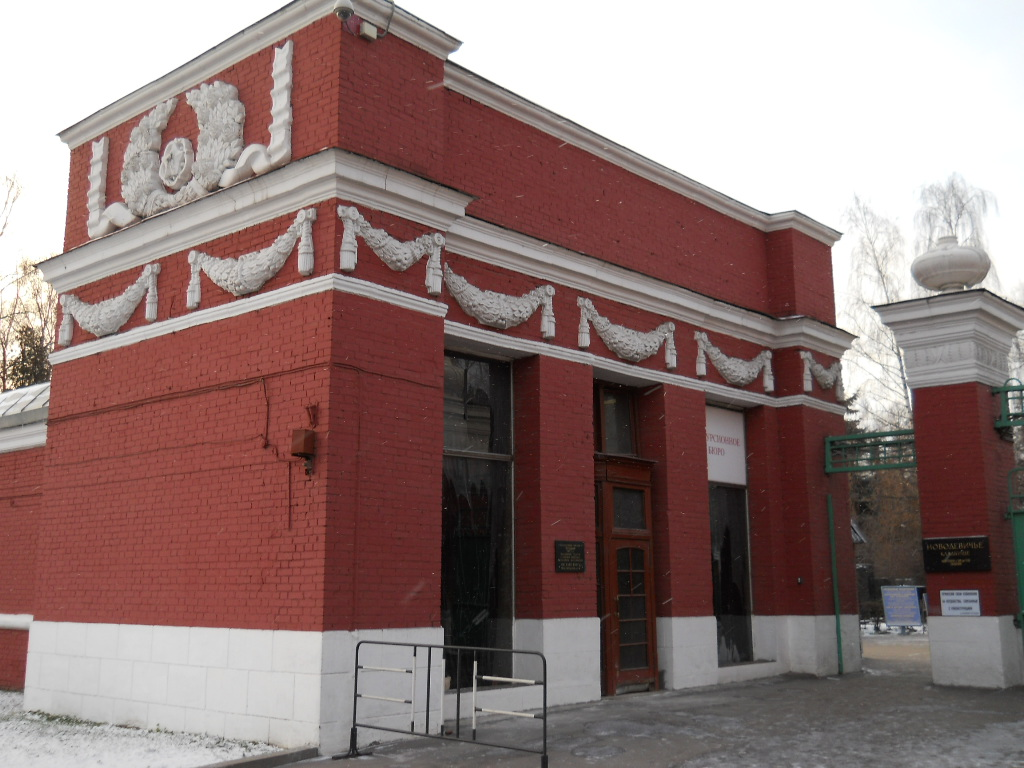
مدخل المقبرة

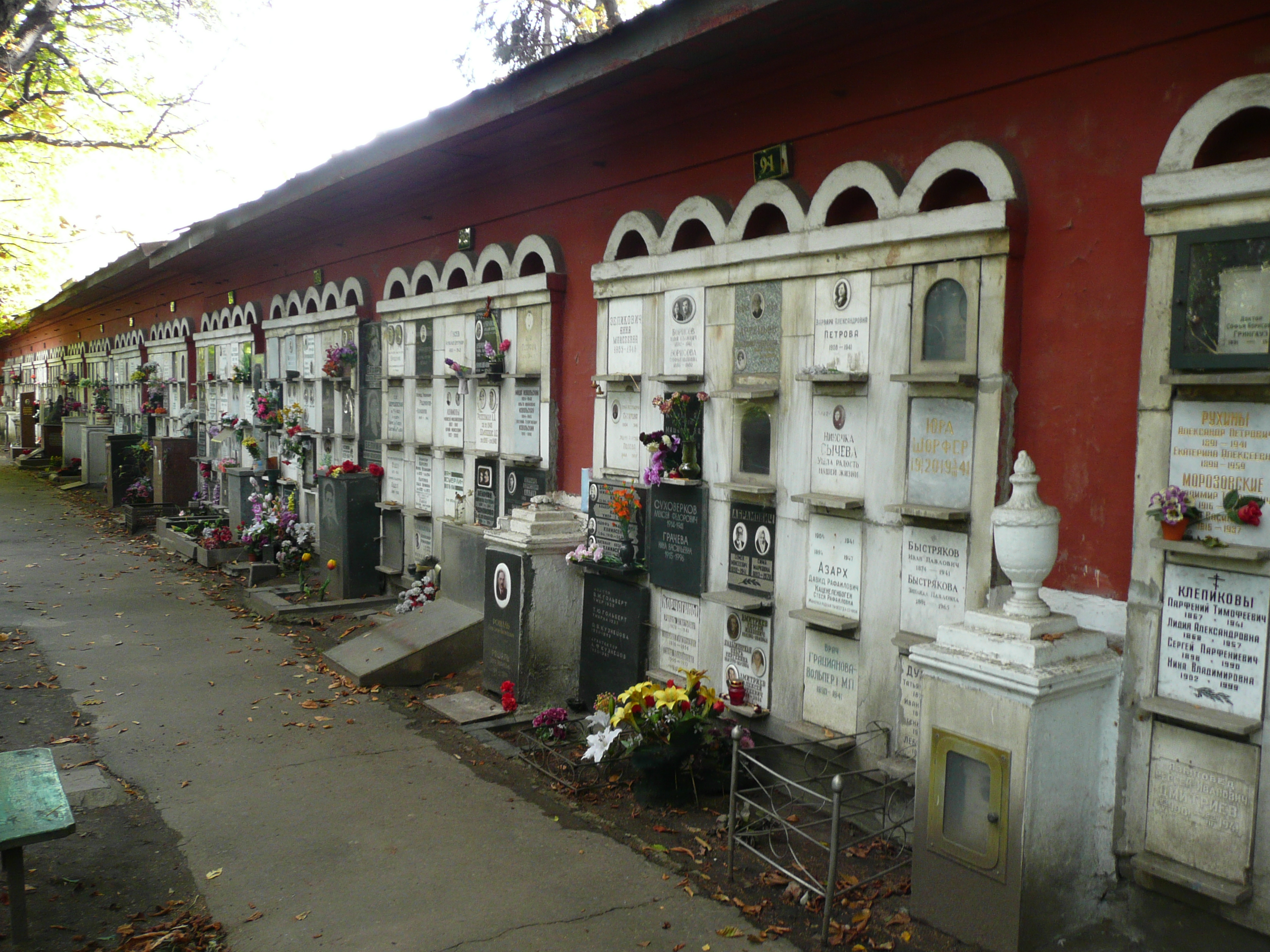
جدار المقبرة

مقبرة نوفوديفتشي (بالروسية: Новоде́вичье кла́дбище) وهي «مقبرة العظماء» لمشاهير الروس. وتقع في جنوب غرب موسكو، بجانب دير وكنيسة يعودان إلى القرن السادس والسابع عشر وكانت من المقابر الخاصة بالقياصرة الروس والأسر الراقية فقط آنذاك.
ومن أهم الشخصيات المدفونة فيها الرئيس السوفيتي السابق نيكيتا خروشوف، الرئيس الروسي السابق بوريس يلتسن والفنانيين غوغل وأنطون تشيخوف وألكسندر عبدولاف وتشاليابين ودميتري شوستاكوفيتش وآخرون.

## أعلام
- نيكيتا خروتشوف
- سيرجي آيزنشتاين
- نيقولاي غوغول
- بوريس يلتسن
- أنطون تشيخوف
- لودميلا بافيلتشينكو